# Grammysia
Grammysia is een geslacht van uitgestorven tweekleppigen, dat leefde van het Siluur tot het Vroeg-Carboon.

## Beschrijving
Deze tweekleppige had een bijna ovale omtrek met een duidelijk stompe, ingesneden spits. Langs de kleppen loopt een diepe, scheve plooi. De lengte van de schelp bedraagt circa vijf centimeter.